# Kedungwuluh (Kalimanah)
Kedungwuluh is een bestuurslaag in het regentschap Purbalingga van de provincie Midden-Java, Indonesië. Kedungwuluh telt 2676 inwoners (volkstelling 2010).